# Jonas Nikolaus Svedberg
Jonas Nikolaus Svedberg (i riksdagen kallad Svedberg i Mo), född 13 maj 1881 Mo socken, Hälsingland, död 1 februari 1954 i Sankt Matteus församling, Stockholm, var en svensk lantbrukare och riksdagspolitiker (Bondeförbundet).
Svedberg var fastighetsägare i Hälsingmo. Han var ledamot av Gävleborgs läns egnahemsnämnd och boställsnämnd, av 1920 års krigslagstiftningskommitté (1920–1922) och 1934 års domkapitelssakkunniga (1934–1935). Han var ledamot av styrelsen för Svenska Landsbygdens Ungdomsförbund (SLU) 1925–1933, av Mo kommunalfullmäktige samt ordförande i kommunalstämma och kommunalnämnd 1913. Han var ordförande i pensionsnämnden och ledamot av taxeringsnämnden. Han var även ledamot av styrelsen för Söderhamns stads sparbank.
Svedberg var ledamot av riksdagens andra kammare 1918–1921 för Hälsinglands södra valkrets och 1929–1932 samt 1934–1936 för Gävleborgs läns valkrets. Han skrev nio egna riksdagsmotioner, vilka gällde jordbruksfrågor och utvidgning av den obligatoriska statliga olycksfallsförsäkringen.